# Donashano Malama
Donashano Malama (Chililabombwe, 1991. szeptember 1. –) zambiai válogatott labdarúgó, jelenleg az Nkana játékosa.

## Sikerei, díjai
Nkana
- Zambiai bajnok (1): 2013